# Айзек, Крис
Кри́стофер Джо́зеф А́йзек (англ. Christopher Joseph Isaak; род. 26 июня 1956) — американский музыкант и актёр.

## Детство и юность
Кристофер Айзек родился в Стоктоне (Калифорния) в медицинском центре Святого Иосифа, в семье Дороти (урождённой Виньоло) и Джозефа Айзека, водителя погрузчика. Семья его отца имеет немецкое происхождение, а мать — итальянское.
Он учился в средней школе Амоса Алонзо Стэгга в Стоктоне, которую окончил в 1974 году. Был президентом класса все три года, кульминацией которого стало его избрание президентом студенческого совета в выпускном классе, а также произнесение прощальной речи в выпускном классе. Впоследствии он учился в местном колледже Сан-Хоакин Дельта Коммьюнити Колледж, прежде чем перевестись в Тихоокеанский университет, получив степень бакалавра английского языка и коммуникационных искусств в 1981 году. Айзек также участвовал в программе обмена, которая позволила ему учиться в Японии. После окончания колледжа он собрал свою первую группу Silvertone. Эта рокабилли-группа состояла из Джеймса Кэлвина Уилси (гитара), Роуленда Салли (бас) и Кенни Дейла Джонсона (ударные), которые остались с Айзеком в качестве его постоянной бэк-группы.

## Карьера
Первый альбом Айзек с группой записал на лейбле Warner Bros. Records в 1985 году. Хотя критики восприняли альбом положительно, он не имел большого успеха у слушателей.
Через два года он выпустил альбом Chris Isaak, который попал в Billboard 200. Песня «Blue Hotel» стала единственным хитом альбома, по словам Нида Рэггета из Allmusic композиция легко сражает наповал. Песня «Heart Full of Soul» от группы Yardbirds была выбрана в качестве кавер-версии, Айзек сделал звучание более интересным, вместо того, чтобы полностью скопировать оригинальную версию. В отличие от дебютного, звучание одноимённого альбома стало намного лучше и интереснее. В «Lie to Me» интересным образом звучит саксофон в некоторых частях песни.
1989 году Айзек выпустил третий альбом Heart Shaped World, ставший прорывом Криса Айзека, он продавался лучше, чем Chris Isaak. В США и ему был присвоен мультиплатиновый статус от RIAA за тираж более 2 000 000 экземпляров в мае 1996 года.
Warner Bros. Records приостановила сотрудничество с музыкантом. Возможно это было связано с тем, что мрачные баллады Айзека в стиле 1950-х годов были совершенно не по вкусу слушателям того времени, однако песня «Wicked Game» стала хитом в 1990 году, и была включена в саундтрек Wild at Heart Дэвидом Линчем.
1991 год стал для Айзека триумфальным. Для английского рынка был издан сборник песен из предыдущих альбомов под названием «Wicked Game» — и занял третье место. На родине диск добрался до седьмого. «Wicked Game» разместилась в США на шестом месте, а переизданный «Blue Hotel» — на семнадцатом в Англии. Айзек получил международную рок-премию «Лучший вокалист года», клип «Wicked Game» тоже был признан лучшим. Следующий год прошёл куда спокойнее — певец принял участие всего в двух сборных концертах. Карьера киноактёра продолжалась в 1993 году, когда Айзек сыграл у Дэвида Линча в «Твин Пикс: Сквозь огонь» и у Бернардо Бертолуччи в «Маленьком Будде». Тогда же был записан альбом «San Francisco Days», в апреле занявший 12-е место в Англии, а в мае — 35-е в США. Этот диск получился слабее предыдущего — постоянная грусть Айзека начала приедаться, суперхитов, подобных «Wicked Game» не было. Крис прекрасно умел сыграть «романтичного» Элвиса, периода скажем, 1960-го или 1962-го, но вот весёлого, энергичного короля рок-н-ролла из него явно не вышло. Даже бойкий рокабилльный номер «Lonely with a Broken Heart», довольно близкий к Пресли по вокальной манере, оставляет странное невесёлое впечатление.
Новый диск появился в 1995 году. Как и предшественник, «Forever Blue» попал в английский Топ-30 и американский Топ-40. Единственным хитом стала песня «Somebody’s Crying». Весь следующий год Айзек судился с пищевой компанией «Hunt-Wesson Inc.», которая использовала мелодию «Wicked Game» для рекламы попкорна. 15 марта 1996 года альбом был сертифицирован RIAA как платиновый.
Айзек сочинил песню-тему для американского ночного телевизионного варьете-ток-шоу The Late Late Show с Крейгом Килборном.
С марта 2001 по март 2004 года он снимался в своем собственном телевизионном шоу «Шоу Криса Айзека». Оно транслировалось в США по кабельной телевизионной сети Showtime. В этом ситкоме для взрослых Айзек и его группа играли самих себя, а сюжеты эпизодов были основаны на вымышленных рассказах о закулисном мире Айзека — рок-звезды по соседству.
29 сентября 2011 года он получил награду Stockton Arts Commission STAR Award в своем родном городе Стоктон, штат Калифорния.
В 2014 году Айзек озвучил персонажа Еноха, очевидного правителя города Поттсфилд, во втором эпизоде анимационного телевизионного мини-сериала «За садовой стеной».
3 мая 2015 года было подтверждено, что Айзек заменит Натали Бассингтуэйт в качестве судьи седьмого сезона австралийского шоу X Factor. Он присоединился к Джеймсу Бланту и судьям Гаю Себастьяну и Данни Миноуг.

## Личная жизнь
Айзек никогда не был женат, все его отношения были непродолжительными, так как на первом месте всегда стояла работа. В интервью он признался: Не то чтобы я никогда не думал о браке и детях, но я был либо занят сочинением и записью музыки, актерской игрой, либо в разъездах. Дети похожи на парусные лодки: они хорошо смотрятся в солнечный день и на расстоянии, но требуют большого ухода.
В разное время он имел отношения с Бай Лин, Минни Драйвер, Кэролайн Рей. В одном из твитов Rove and Sam Radio утверждалось, что певец является геем. Сам певец эту информацию не комментирует.

## Дискография
- Silvertone (1985)
- Chris Isaak (1987)
- Heart Shaped World (1989)
- Wicked Game (1991)
- San Francisco Days (1993)
- Forever Blue (1995)
- Baja Sessions (1996)
- Speak of the Devil (1998)
- Always Got Tonight (2002)
- Christmas (2004)
- Mr. Lucky (2009)
- Beyond the Sun (2011)
- First Comes the Night (2015)
- Everybody Knows It's Christmas (2022)

## Фильмография

### Кино
| Год  | Русское название            | Оригинальное название          | Роль                             | Примечания |
| ---- | --------------------------- | ------------------------------ | -------------------------------- | ---------- |
| 1978 | Послание из космоса         | Uchu kara no messeji           |                                  |            |
| 1988 | Замужем за мафией           | Married to the Mob             | клоун                            |            |
| 1991 | Молчание ягнят              | The Silence of the Lambs       | командир подразделения SWAT      |            |
| 1992 | Твин Пикс: Сквозь огонь     | Twin Peaks: Fire Walk with Me  | специальный агент Честер Десмонд |            |
| 1993 | Маленький Будда             | Little Buddha                  | Дин Конрад                       |            |
| 1996 | Утеха сердца моего          | Grace of My Heart              | Мэттью Льюис                     |            |
| 1996 | То, что ты делаешь          | That Thing You Do!             | дядя Боб                         |            |
| 1999 | Конец невинности            | Blue Ridge Fall                | Эмерсон Котсуолд                 |            |
| 2004 | Грязный стыд                | A Dirty Shame                  | Вон                              |            |
| 2008 | Информаторы                 | The Informers                  | Лес Прайс                        |            |
| 2014 | Твин Пикс: Вырезанные сцены | Twin Peaks: The Missing Pieces | специальный агент Честер Десмонд |            |

### Телевидение
| Год       | Русское название                       | Оригинальное название                  | Роль                                       | Примечания                                                          |
| --------- | -------------------------------------- | -------------------------------------- | ------------------------------------------ | ------------------------------------------------------------------- |
| 1990      | Это шоу Гарри Шендлинга                | It's Garry Shandling's Show            | камео                                      | Эпизод: «Mad at Brad»                                               |
| 1996      | Друзья                                 | Friends                                | Роб                                        | Эпизод: «The One After the Superbowl: Part 1»                       |
| 1996      | С Земли на Луну                        | From the Earth to the Moon             | Эд Уайт                                    | 3 эпизода                                                           |
| 2003      | Эд                                     | Ed                                     | Джейми Декер                               | Эпизод: «Second Chances»                                            |
| 2004      | Американские мечты                     | American Dreams                        | Рой Орбисон                                | Эпизод: «Old Enough to Fight»                                       |
| 2001—2004 | Шоу Криса Айзека                       | The Chris Isaak Show                   | он сам                                     | 47 эпизодов                                                         |
| 2006      | Самое позднее шоу с Крейгом Фергюсоном | The Late Late Show with Craig Ferguson | Майкл Кейн в космосе                       | Эпизод № 2. 177 Не указан в титрах                                  |
| 2009      | Американский папаша                    | American Dad!                          | озвучивание                                | Эпизод: «Home Adrone»                                               |
| 2011      | Шоу Кливленда                          | The Cleveland Show                     | озвучивание                                | Эпизоды: «Ain't Nothin' But Mutton Bustin'» и «Hot Cocoa Bang Bang» |
| 2014      | Красотки в Кливленде                   | Hot in Cleveland                       | Чейс Джексон                               | Эпизод: «Brokeback Elka»                                            |
| 2014      | По ту сторону изгороди                 | Over the Garden Wall                   | Энок / дополнительные голоса (озвучивание) | Эпизод: «Chapter 2: Hard Times at the Huskin' Bee»                  |
| 2015      | Время приключений                      | Adventure Time                         | Севен (озвучивание)                        | Эпизод: «Walnuts & Rain»                                            |
| 2016      | Шериф Келли и Дикий Запад              | Sheriff Callie’s Wild West             | Джонни Страм (озвучивание)                 | Эпизод: «The Ballad of Sweet Strings/Lost Popcorn Cavern»           |